# ویک ساهای
ویک ساهای (انگلیسی: Vik Sahay؛ زادهٔ ژوئیهٔ ۱۹۷۱) بازیگر اهل کانادا است.

## گزیدهٔ آثار

### سینما
- تجدید دیدار آمریکایی[۲] (۲۰۱۲)
- لوک افغان[۳] (۲۰۱۱)

### تلویزیون
- پرونده‌های ایکس[۴] (۲۰۱۶)
- ان‌سی‌آی‌اس (۲۰۱۴–۲۰۱۳)
- روان‌کاو (۲۰۱۳)
- استخوان‌ها[۵] (۲۰۱۳)
- چاک (۲۰۱۲–۲۰۰۷)